# 南非唱片工业协会
南非唱片工业协会（英語：Recording Industry of South Africa）是南非的唱片业协会，总部位于蘭德堡，其前身是1970年代的南非音樂產業協會（Association of the South African Music Industry，簡稱為：ASAMI）。

## 排行榜
2021年9月2日，南非唱片业协会宣布成立南非官方音樂排行榜（The Official South African Music Charts，TOSAC），分别为：南非百强单曲榜及南非百强国内单曲榜。所有的资料是从Spotify、Apple Music和Deezer收集的。第一首冠军单曲为紅髮艾德的〈坏习惯〉。

## 外部連結
- 官方网站
- 南非官方音乐排行榜的官方网站 （页面存档备份，存于）（由南非唱片工业协会出版）